# Nowa Wieś (Rybno)
Nowa Wieś [ˈnɔva ˈvjɛɕ] est un village polonais de la gmina de Rybno dans le powiat de Sochaczew et dans la voïvodie de Mazovie.
Il est situé approximativement à 10 kilomètres au nord-ouest de Sochaczew et à 61 kilomètres à l'ouest de Varsovie.
Le village a une population de 79 habitants en 2008